# Zavlaka
Zavlaka (Servisch: Завлака) is een plaats in de Servische gemeente Krupanj. De plaats telt 962 inwoners (2002).